# ヴィルヘルミーネ・フォン・プロイセン (1709-1758)
ヴィルヘルミーネ・フォン・プロイセン（Wilhelmine von Preußen, 1709年7月3日 - 1758年10月14日）は、プロイセン王国の王族。全名はフリーデリケ・ゾフィー・ヴィルヘルミーネ（Friederike Sophie Wilhelmine）。フリードリヒ・ヴィルヘルム1世の長女で、ブランデンブルク＝バイロイト辺境伯フリードリヒ3世の妃となった。

## 生涯
1709年7月3日、フリードリヒ・ヴィルヘルム1世（当時王太子）とその妃であったゾフィー・ドロテア・フォン・ハノーファーの間に第2子としてベルリンで生まれた。母のゾフィー・ドロテーアはヴィルヘルミーネを甥（ヴィルヘルミーネの従兄）のフレデリック（プリンス・オブ・ウェールズ）と、ヴィルヘルミーネの弟のフリードリヒ（後のフリードリヒ2世）を姪のアミーリア（フレデリックの妹）と結婚させることを計画した。しかしこれは成立せず、結局ヴィルヘルミーネは1731年11月20日にベルリンで同じホーエンツォレルン家のブランデンブルク＝バイロイト辺境伯フリードリヒ3世と結婚した（1729年に妹のフリーデリケ・ルイーゼが同じく同族のブランデンブルク＝アンスバッハ辺境伯カール・ヴィルヘルム・フリードリヒと結婚）。
1735年に夫がブランデンブルク＝バイロイト辺境伯領を相続すると、2人は宮廷所在地であるバイロイトに辺境伯歌劇場、新宮殿、エレミタージュなどを建設した。新宮殿やエレミタージュの内装は東洋趣味を取り入れた特異なロココ様式で、「バイロイト＝ロココ」として知られている。またエアランゲン大学（現エアランゲン・ニュルンベルク大学）が設立されたのもフリードリヒ3世治世下のバイロイトであった。このような多数の支出のため、財政が破綻の瀬戸際まで追い込まれることになった。
またヴィルヘルミーネは芸術家への援助にも熱心で、バイロイトは神聖ローマ帝国の文化の中心の一つとなった。さらにヴォルテールやフリードリヒ2世が時々訪問してその評判を高めた。音楽を愛し、当時最高のリュート奏者であったシルヴィウス・レオポルト・ヴァイスにリュートを師事し、自らも作曲を行った。
1756年に七年戦争が勃発すると、ヴィルヘルミーネは南ドイツにおけるフリードリヒ2世の目と耳の役割を果たした。これは1758年10月14日に彼女が歿するまで続いた。この日はホッホキルヒの戦いでフリードリヒ2世率いるプロイセン軍がオーストリアに敗れた日でもあった。
彼女の遺体はバイロイトの城付属教会（Schloßkirche）に葬られている。また10年後の忌日に、フリードリヒ2世によって彼女を記念してサンスーシ宮殿内に「友情の寺院」（Freundschaftstempel）が建てられた。姉弟の仲は生涯にわたって非常に良く、父王に虐待されて育った幼少期のフリードリヒ2世にとっては彼女こそが最も心を許せる存在だったという。

## 子女
夫であるフリードリヒ3世との間には、以下の一女をもうけた。
- エリーザベト・フリーデリケ・ゾフィー （1732年 - 1780年） - ヴュルテンベルク公カール・オイゲン妃

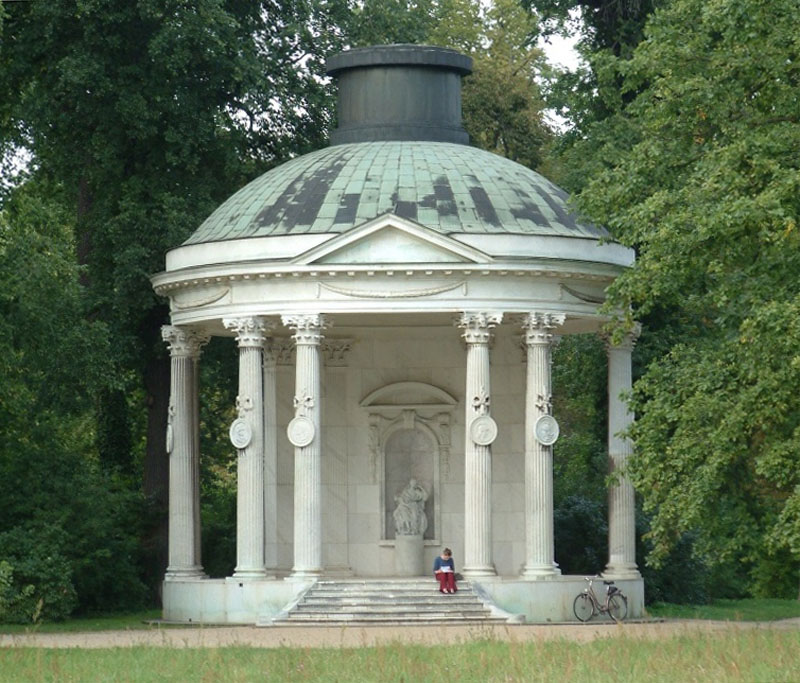
サンスーシ宮殿の「友情の寺院」